# Praying for Time
«Praying for Time» — сольный хит британского певца Джорджа Майкла, бывшего участника поп-дуэта Wham!, выпущенный в 1990 году рекорд-компанией Epic Records с альбома Listen Without Prejudice Vol. 1. Сингл стал 9-м хитом № 1 в американском хит-параде Billboard Hot 100 в карьере Джорджа Майкла (с учётом достижений в составе Wham!).

## История
«Praying for Time» описывает тёмное и мрачное отражение социальных недугов и несправедливости. Например, Джеймс Хантер из журнала Rolling Stone  описал песню как «обезумевший взгляд на поразительную ранимость в мире. Майкл предлагает исцеление течением времени, как единственным бальзамом для смягчения физического и эмоционального голода, нищеты, лицемерия и ненависти».
Сингл стал 6-м сольным хитом № 1 в Billboard Hot 100 и 9-м чарттоппером в карьере Джорджа Майкла (с учётом достижений в составе Wham! и с учётом дуэта «I Knew You Were Waiting (For Me)» с американской певицей Аретой Франклин). Это его предпоследний чарттоппер (позже будет ещё один хит № 1 — дуэт «Don’t Let the Sun Go Down on Me» с Элтоном Джоном).
Сингл достиг позиции № 6 в Великобритании, а в США (где был № 1) оставался в лучшей сороковке top-40 Billboard десять недель.